# Diploplecta
Diploplecta Millidge, 1988 è un genere di ragni appartenente alla famiglia Linyphiidae.

## Distribuzione
Le sette specie oggi note di questo genere sono state rinvenute in Nuova Zelanda.

## Tassonomia
Dal 1988 non sono stati esaminati altri esemplari di questo genere.
A giugno 2012, si compone di 7 specie:
- Diploplecta adjacens Millidge, 1988 — Nuova Zelanda
- Diploplecta communis Millidge, 1988[3] — Nuova Zelanda
- Diploplecta duplex Millidge, 1988 — Nuova Zelanda
- Diploplecta nuda Millidge, 1988 — Nuova Zelanda
- Diploplecta opaca Millidge, 1988 — Nuova Zelanda
- Diploplecta proxima Millidge, 1988 — Nuova Zelanda
- Diploplecta simplex Millidge, 1988 — Nuova Zelanda